# The Rural Alberta Advantage
The Rural Alberta Advantage (kurz The RAA) ist eine 2005 gegründete kanadische Indie-Rock Band aus Toronto. Sie besteht aus den drei Mitgliedern Paul Banwatt, Amy Cole und Nils Edenloff.
2008 erschien das Debüt-Album Hometowns, noch auf einem kleinen Indie-Label. Populärer wurde die Band, als sie auf der Internetseite eMusic im November 2008 zum „featured artist of the month“ ernannt und mit Neutral Milk Hotel verglichen wurden. 2009 wurde Hometowns auf dem bekannten Indie-Label Saddle Creek wiederveröffentlicht.

## Veröffentlichungen

### Alben
- Hometowns (2008), wiederveröffentlicht auf Saddle Creek (2009)
- Departing (2011), veröffentlicht auf Saddle Creek (2011)
- Mended with Gold (2014), Veröffentlichung am 3. Oktober 2014 auf Saddle Creek und Paper Bag Records (2014)
- The Wild (2017), veröffentlicht am 13. Oktober 2017 auf Paper Bag Records (2017)
- The Rise & The Fall (2023), veröffentlicht am 6. Oktober 2023 auf Paper Bag Records

### EPs und Singles
- The Rural Alberta Advantage Demo (2005)
- The Rural Alberta Advantage EP (2006)
- Drain the Blood b/w Eye of the Tiger Single (2010)
- Frank, AB (Remix) / The Deadroads Single (2010)